# Universitätsinstitut valencianischer Philologie

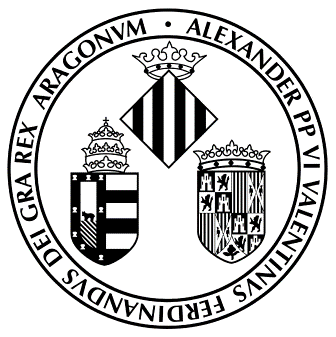
Wappen der Universität Valencia

Das Universitätsinstitut valencianischer Philologie (katalanisch Institut Interuniversitari de Filologia Valenciana; IIFV) wurde 1987 auf Basis eines 1994 ausgestelltes Dekrets der valencianischen Regierung gegründet. Es wird von den drei valencianischen Universitäten mit höheren philologischen Studien zusammengestellt (d. h. die Universität Valencia, die Universität Alicante und die Universität Jaume I von Castelló de la Plana). 

## Ziele
- Die sprachliche und literarische Untersuchung des Valencianischen innerhalb der allgemeine Fassung der katalanischen Sprache und der katalanischen Literatur.
- Lehr- und Forschungsziele.
- Beratung in allen Feldern, die eine Art Beziehung mit der valencianischen sprachlichen und literarischen Tatsache haben.
- Abgesehen von der Autonomie von jeder Universität wird der IIFV der einzige Organismus sein, der im Auftrag von den Universitäten die Beratungs- und Regulierungsfähigkeit über philologische Themen hat.

## Innere Struktur
Der IIFV hat ein Direktorium, ein allgemeiner Rat und eine Ratsversammlung. Es hat auch technische und zusätzliche Mitarbeiter und Wissenschaftler. Das Direktorium wird von 49 Experten valencianischer Philologie zusammengesetzt. Seine Mitglieder wählen jede 4 Jahre den Direktor. Sie sind für die Verwirklichung der wissenschaftlichen Ziele des IIFVs verantwortlich. Der Direktor beherrscht mitsamt dem Direktorium. Die Ratsversammlung wird von elf Experten aller Welt zusammengestellt. Ihre Aufgabe ist die Beratung des Direktoriums in wissenschaftlichen Themen, wenn man es anfordert.
Der jetzige Direktor des IIFVs ist Ferran Carbó, der Professor katalanischer Philologie an der Universität Valencia ist.